# Conotrachelus aratus
Conotrachelus aratus (ang. Hickory Shoot Curculio) – gatunek chrząszcza z rodziny ryjkowcowatych.

## Zasięg występowania
Występuje we wsch. części USA od Massachusetts i Kansas na płn. po Florydę i Teksas na płd.

## Biologia i ekologia
Żeruje na orzesznikach.